# Mangapura, Sorab
Mangapura là một làng thuộc tehsil Sorab, huyện Shimoga, bang Karnataka, Ấn Độ.